# Vườn quốc gia Lore Lindu
Vườn quốc gia Lore Lindu là một khu vực rừng được bảo vệ nằm trên đảo Sulawesi, thuộc tỉnh Trung Sulawesi, Indonesia. Nó có diện tích 2.180 km² bao gồm cả rừng đất thấp và núi (200 đến 2.600 mét so với mực nước biển trung bình). Nó cung cấp môi trường sống cho nhiều loài quý hiếm, bao gồm 77 loài chim đặc hữu của Sulawesi. Vườn quốc gia này được UNESCO công nhận là khu dự trữ sinh quyển thế giới. Ngoài động vật hoang dã phong phú, nơi này còn chứa những khối cự thạch có niên đại từ trước năm 1300.
Cách dễ dàng nhất để tham quan vườn quốc gia là đi từ Palu đến Kamarora dài 50 kilômét (mất 2,5 giờ lái xe). Do lượng mưa lên đến 4.000 mm mỗi năm ở phần phía nam của vườn quốc gia, thời gian tốt nhất để đến thăm nơi này là từ tháng 7 đến tháng 9.

## Động thực vật
Vườn quốc gia Lore Lindu bao gồm nhiều kiểu hệ sinh thái, từ rừng nhiệt đới đất thấp, rừng cận núi, rừng trên núi, cho đến rừng phụ núi cao ở độ cao hơn 2.000 mét (6.600 ft).. Các loài thực vật đáng chú ý gồm bạch đàn cầu vồng, Pterospermum, hoàng lan, rau bép, chinkapin, dayungon, Phyllocladus hypophyllus, song mây.
Về động vật, đây là nhà của nhiều loài động vật có vú đặc hữu của Sulawesi gồm khỉ macaca Tonkean, trâu Anoa, lợn hươu Bắc Sulawesi, khỉ lùn Tarsier núi, khỉ lùn Tarsier Dian, chuột Cebeles, cầy cọ đảo Sulawesi, dơi ăn trái mặt sọc Sulawesi, chim Maleo, chim ăn ong cổ tím, cóc Sulawesi, cá tuế Sarasins và cua đồng.